# マリア・トリップの肖像
『マリア・トリップの肖像』（マリア・トリップのしょうぞう、英: Portrait of Maria Trip）は、17世紀オランダ黄金時代の巨匠レンブラント・ファン・レインが1639年頃に板上に油彩で制作した肖像画である。モデルは、17世紀オランダの富裕な商人の娘マリア・トリップであると考えられているが、アムステルダム国立美術館とオランダ美術史研究所では、作品の題名を『ある女性、おそらくマリア・トリップの肖像』（あるじょせい、おそらくマリア・トリップのしょうぞう、蘭: Portret van een vrouw, mogelijk Maria Trip、英: Portrait of a Woman, Possibly Maria Trip）としている。作品は、アムステルダム国立美術館に所蔵されている。

## 作品
マリアの父は商人で、鉄と武器の交易で莫大な富を蓄えた。本作が描かれた頃の1639年に、彼女は20歳で未婚であった。この肖像画で、彼女は富裕であることを隠していない。最上のほとんど透明なレースでできているネッカチーフを付け、真珠を贅沢に身にまとっている。1639年には、彼女が左手に持っているような扇はまだ珍しく、貴重なアクセサリーだった。レンブラントは、光と影を描くために彼女の豪華な衣装をうまく活かしている。

この絵画は、1915年に研究者ホフステーデ・デ・フロートにより以下のように記述されている。
845番。石の欄干の側の若い女性。35歳くらい。半身像。等身大。彼女は左側に身体を傾けて立っており、鑑賞者を見ている。扇を持っている左手は欄干の上にある。彼女の茶色の髪は覆われておらず、巻き毛となって眉毛の上に垂れている。装飾付きの黒い絹のガウンは喉のところまでの仕立てで、バラの花型の飾りで縁取られている。その上には、豪華なレースのある三重のカラーがあり、それはガウンの上に平らに付いている。耳、胸部、首周り、手首には豪華な真珠を身に着けている。
小さな、宝石の付いたメダルが黒いリボンから垂れさがっている。右手は、身体の右側面に垂れている。彼女は、左側にカリアティド (女像柱) のある奥まった一角に立っている。背後には、暗色のカーテンがある。正面から日光が彼女に当たっている。修正の跡が左端に見える。そこには以前、テーブルがあった。また、左の袖には、大きなボタンがあった。

左手前に「Rembrandt f. 1639」の署名。杉板。縦42インチ、横32インチ。1896年からアムステルダム国立美術館に寄託展示されている。1911年の目録番号2022。
絵画は、20世紀にイサ・ファン・エーヘンにより研究され、バルタサール・コイマンス (Balthasar Coymans) の妻のマリア・トリップであることが発見された。

## ギャラリー

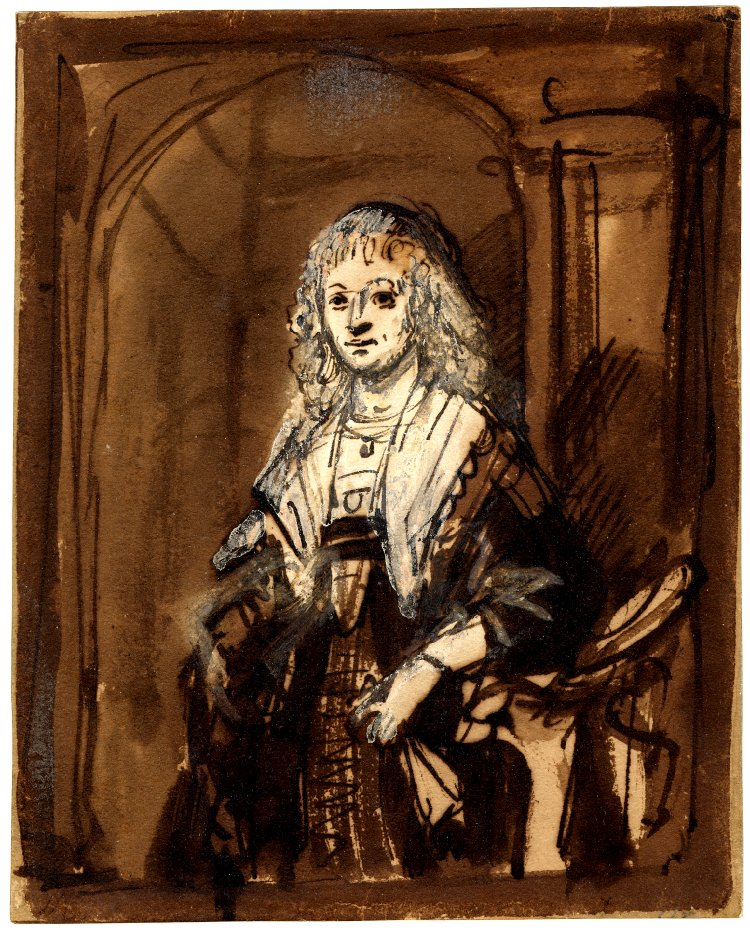
大英博物館のスケッチ『マリア・トリップ』